# Wichita Falls
La ville de Wichita Falls est le siège du  comté de Wichita, dans l’État du Texas, aux États-Unis. Sa population s’élevait à 104 553 habitants lors du recensement de 2010, estimée à 104 747 habitants en 2017.

## Histoire
Les Chactas se sont établis dans la région au début du XVIIIe siècle. Les Européens sont arrivés dans les années 1860. La ville a été officiellement nommée Wichita Falls le 27 septembre 1872.

## Climat
| Mois                              | jan. | fév. | mars | avril | mai  | juin  | jui. | août | sep. | oct. | nov. | déc. | année |
| --------------------------------- | ---- | ---- | ---- | ----- | ---- | ----- | ---- | ---- | ---- | ---- | ---- | ---- | ----- |
| Température minimale moyenne (°C) | −1,2 | 0,8  | 5,1  | 9,7   | 15,3 | 19,8  | 22,2 | 21,9 | 17,4 | 11,1 | 4,6  | −0,7 | 10,5  |
| Température maximale moyenne (°C) | 12,3 | 14,6 | 19,4 | 24,3  | 28,7 | 33    | 36,1 | 35,9 | 31,2 | 25   | 18,4 | 12,6 | 24,3  |
| Précipitations (mm)               | 29   | 44,4 | 55,9 | 66,3  | 96,3 | 105,2 | 40,4 | 64   | 69,1 | 79   | 41,9 | 41,1 | 732   |

| Diagramme climatique                                  |             |             |             |              |             |              |            |              |          |             |              |
| J                                                     | F           | M           | A           | M            | J           | J            | A          | S            | O        | N           | D            |
| 12,3−1,229                                            | 14,60,844,4 | 19,45,155,9 | 24,39,766,3 | 28,715,396,3 | 3319,8105,2 | 36,122,240,4 | 35,921,964 | 31,217,469,1 | 2511,179 | 18,44,641,9 | 12,6−0,741,1 |
| Moyennes : • Temp. maxi et mini °C • Précipitation mm |             |             |             |              |             |              |            |              |          |             |              |

## Traduction
- (en) Cet article est partiellement ou en totalité issu de l’article de Wikipédia en anglais intitulé « Wichita Falls, Texas » (voir la liste des auteurs).

1. ↑  (en) « Wichita Falls History », sur wichita-falls-texas.com (consulté le 4 octobre 2010).
2. ↑  « U.S. Census Bureau QuickFacts: Wichita Falls city, Texas », Bureau du recensement des États-Unis (consulté le 2 août 2024).